# 장성우 (1933년)
장성우(張成禹, 1933년 4월 7일 ~ 2009년 8월)은 조선민주주의인민공화국의 군인이다. 함경남도 천내군 출신이다. 장성길, 장성택의 형으로, 1983년 미얀마 양곤에서 발생한 아웅 산 묘역 테러 사건의 총 지휘를 하였다.

## 생애
- 1973년 조선로동당에 입당하였고, 중앙 조직 지도부 과장에 임명되었다.
- 1977년 조선인민군 소장으로 진급.
- 1980년 10월 노동당 중앙위원으로 임명되었다.
- 1984년 5월 조선인민군 중장으로 진급.
- 1988년 조선인민군 총참모부 정찰국장에 임명되었다.
- 1989년 1월 사회안전부 제1부부장에 임명되었다.
- 1990년 5월 조선인민군 상장으로 진급.
- 1991년 12월 ~ 1995년 11월 사회안전부의 정치국장을 역임하였다.
- 1992년 4월 조선인민군 대장으로 진급.
- 1995년 10월 ~ 1996년 7월 호위총국장에 임명되었다.
- 1996년 7월초 조선인민군 제3군단 군단장으로 임명되었다.
- 2002년 4월 조선인민군 차수로 진급.
- 2009년 8월에 사망하였다.

## 가족 관계
장씨 형제들은 김일성, 김정일부자의 수하가 되었고, 조선노동당의 중직을 차지하였다.
- 부친 : 장용환
- 동생 : 장성길(張成吉,1939년~ 2006년)
- 동생 : 장성택(張成澤)
- 아들 : 장용철
- 딸 : 장미영